# Jeffrey Spencer
Jeffrey Spencer (nascido em 14 de abril de 1951) é um ex-ciclista olímpico estadunidense. Representou sua nação nos Jogos Olímpicos de Verão de 1972.